# Semi-Markow-Prozess
Ein Semi-Markow-Prozess (SMP), auch bekannt als Markow-Erneuerungsprozess, ist eine Verallgemeinerung eines Markow-Prozesses. Im Unterschied zu einem Markow-Prozess, dessen Zustandsänderungen in gleichen Zeitabständen erfolgen, wird hierbei die Verweildauer in einem Zustand durch einen weiteren stochastischen Prozess gegeben.

## Definition
In der Theorie der stochastischen Prozesse ist ein Semi-Markow-Prozess {\displaystyle Z} gegeben durch ein Paar von Prozessen {\displaystyle Z=(X,Y)}. Dabei ist {\displaystyle X} eine Markow-Kette mit Zustandsraum {\displaystyle S} und Übergangsmatrix {\displaystyle P} (sog. steuernde Kette). {\displaystyle Y} ist ein Prozess, für den {\displaystyle Y(n)} nur von {\displaystyle r=X(n-1)} und {\displaystyle s=X(n)} abhängt. Die Verteilungsfunktion ist dabei durch {\displaystyle F_{rs}} gegeben.
Der Semi-Markow-Prozess {\displaystyle Z} ist dann derjenige Prozess, dessen Zustand zum Zeitpunkt {\displaystyle n} aus {\displaystyle S} entsprechend {\displaystyle X(n)} bestimmt ist. Die Verweildauer von {\displaystyle X(n-1)} bis {\displaystyle X(n)} ist dann gegeben durch {\displaystyle Y(n)}.

## Eigenschaften
Da die Eigenschaften von {\displaystyle Y} abhängig sind sowohl vom aktuellen Zustand {\displaystyle X(n-1)} als auch vom Folgezustand {\displaystyle X(n)} ist die Markow-Eigenschaft im Allgemeinen nicht erfüllt. Dennoch ist der Prozess {\displaystyle W(n)=(X(n),Y(n))} ein Markow-Prozess. Dies erklärt auch den Namen Semi-Markow-Prozess.

## Anwendungen
Systeme beispielsweise in der Warteschlangentheorie weisen Eigenschaften auf, die mit einfachen Markow-Prozessen nicht immer abgebildet werden können. Als Beispiel sei hier die Autokorrelation genannt. Um dies zu erreichen, werden oft Semi-Markow-Prozesse zur Modellierung der Ankunftsraten eingesetzt. 